# Norwalk (Connecticut)
Norwalk és una ciutat dels Estats Units a l'estat de Connecticut. Segons el cens del 2005 tenia 83.185 habitants.

## Demografia
Segons el cens del 2000, Norwalk tenia 82.951 habitants, 32.711 habitatges, i 20.967 famílies. La densitat de població era de 1.404,1 habitants/km².
Dels 32.711 habitatges en un 28,5% hi vivien nens de menys de 18 anys, en un 47,9% hi vivien parelles casades, en un 12,2% dones solteres, i en un 35,9% no eren unitats familiars. En el 28,2% dels habitatges hi vivien persones soles el 8,7% de les quals corresponia a persones de 65 anys o més que vivien soles. El nombre mitjà de persones vivint en cada habitatge era de 2,51 i el nombre mitjà de persones que vivien en cada família era de 3,1.
Per edats la població es repartia de la següent manera: un 22,1% tenia menys de 18 anys, un 7% entre 18 i 24, un 35,5% entre 25 i 44, un 22,6% de 45 a 60 i un 12,8% 65 anys o més.
L'edat mediana era de 37 anys. Per cada 100 dones de 18 o més anys hi havia 91,4 homes.
La renda mediana per habitatge era de 59.839 $ i la renda mediana per família de 68.219 $. Els homes tenien una renda mediana de 46.988 $ mentre que les dones 38.312 $. La renda per capita de la població era de 31.781 $. Aproximadament el 5% de les famílies i el 7,2% de la població estaven per davall del llindar de pobresa.

## Fills il·lustres
- George P. Smith (1941 -) bioquímic, Premi Nobel de Química de l'any 2018.

## Poblacions properes
El següent diagrama mostra les poblacions més properes.